# Pásztor Máté
Pásztor Máté (Balassagyarmat, 1986. március 8. –) magyar színész.

## Életpályája
Balassagyarmaton született, 1986. március 8-án. Alap- és középfokú tanulmányait Szécsényben folytatta, a Rózsavölgyi Márk Művészeti Iskolába  járt és 2004-ben a Kőrösi Csoma Sándor Gimnázium és Szakközépiskolában érettségizett. 2004 és 2007 között a Gór Nagy Mária Színitanoda növendéke volt. Pályáját szabadúszóként kezdte, 2013-2022 között a Turay Ida Színház tagja. 2019-től játszik a Spirita Társulatban és rendszeresen szerepel az AAK Stúdió előadásaiban is. 2022-től a Zenthe Ferenc Színház tagja.

## Fontosabb színházi szerepei
- William Shakespeare: Romeo és Júlia... Mercutio
- Edmond Rostand: Cyrano... Carbon; Fanyar úr; Szakács
- Thornton Wilder – Michael Stewart: Hello, Dolly!... Ambrose Kemper
- William Somerset Maugham: Imádok férjhez menni... Taylor
- Alexander Breffort – Margauerite Monnot: Irma, te édes... Nestor, Oscar
- Georges Feydeau: Osztrigás Mici... Corignon, hadnagy
- Brandon Thomas: A Charley nénje?... Jack
- Jacques Deval: Francia szobalány... Eric
- Lara De Mare: Égben maradt repülő... Charles Aznavour; Díler
- Willy Russell: Vértestvérek... szereplő
- Frank Wedekind: A tavasz ébredése... Ernő
- Ernst Nebhut – Michael Jary: Párizsi éjszakák... Rambert, műkereskedő
- John Kander – Fred Ebb: Cabaret... Ernst Ludwig
- Georgo Faloni: Ártatalan vagyok... Ricardo, műtörténész
- Ivan Kušan – Tasnádi István: Balkáni kobra... Borisz Mozsbolt, földhivatali gyakornok
- Csokonai Vitéz Mihály: Karnyóné... Lipitlotty, pesti gavallér
- Jókai Mór: A kőszívű ember fiai... Goldner Fritz; Leonin
- Zilahy Lajos: Az utolsó szerep... Raul
- Barta Lajos: Szerelem... Komoróczy, adótiszt
- Hunyady Sándor – Topolcsányi Laura: A vöröslámpás ház... Művész
- Rideg Sándor – Tímár Péter: Indul a bakterház... Piócás; Marhakereskedő
- Kertész Mihály: Na, de államtitkár úr!... Benő, fotóriporter
- Tamási Áron: Vitéz lélek... Kristóf
- Rejtő Jenő: Úrilány szobát keres... Dr. Lukács Ernő
- Szirmai Albert – Bakonyi Károly – Gábor Andor: Mágnás Miska... Mixi gróf
- Eisemann Mihály – Zágon István – Nóti Károly: Hippolyt, a lakáj... Nagy András, mérnök
- Egressy Zoltán: Portugál... Retek
- Korcsmáros András: 3 Effektív Detektív... Hercule
- Korcsmáros András: Viszlát Föld!... Gyuri
- Korcsmáros András: Cowboyok & Banditák... szereplő
- Korcsmáros András: Anonim Drámahősök Klubja... Álszent Úr
- Korcsmáros András: Dogma... Néma Bob, aki inkább hallgat
- Topolcsányi Laura: Csakazértis szerelem... Rugó
- Topolcsányi Laura – Berkes Gábor: Ikrek előnyben!... Szása
- Topolcsányi Laura: Doktornők... György
- Topolcsányi Laura: Bubamara... Szenyó, gimnazista
- Topolcsányi Laura: Tündéria... Opál
- Topolcsányi Laura: Aladdin... Dzsini
- Topolcsányi Laura: A medve nem játék!... szereplő
- Topolcsányi Laura: Rocknagyi... szereplő
- Topolcsányi Laura: Egy szerethető nő... Dr. Philippe Vian, rezidens orvos
- Topolcsányi Laura – Berkes Gábor: A férfiak a fejükre estek... Artúr, sármőr
- Topolcsányi Laura – Berkes Gábor: Salasa, szivar, szerelem... Roberto, barát
- Móra Ferenc – Topolcsányi Laura: A didergő király... Medve; Francia fiú
- Hans Christian Andersen – Tóth Alex – Pjotr Iljics Csajkovszkij: Ólomkatona... szereplő
- Carlo Goldoni – Boros Zoltán: Pinokkió... Rókusz
- Győri Péter: Panka és a Mumus... Barnabás
- Győri Péter: Zsiványok Betlehemben... Nagy zsivány
- Jean Cocteau – Nyírő Beáta: A szép és a szörnyeteg... Gerard
- Egressy G. Tamás: Addams Family... Gomez Addams, családfő, hobbigolfozó
- Kovács András Ferenc: Egerek... Pongrác
- Zerkovitz Béla – Szilágyi László: Csókos asszony... Dorozsmai Pista

## Filmek, tv
- Régimódi történet (2006)
- Zsaruvér és csigavér 3: A szerencse fia (2008)
- Tűzvonalban (sorozat)

- Erővonalak (2008) ... Fiatal férfi
- Zuhanás (2008) ... Ápoló
- Angyalföldi utcák (2008) ... Ápoló
- Irdatlan Iroda (2010)... Áramos Ádám
- Doktor Balaton (sorozat)

- 20. rész (2021) ... Nyomozó
- Mintaapák (sorozat)

- A focimeccs (2021) ... Dr. Vértes Erik